# Сеньория Ибелин
Сеньория Ибелин (Signoria di Ibelin) е държава на кръстоносците, васална сеньория на Графство Яфа и Аскалон, което от своя страна е един от четирите главни васали на Йерусалимското кралство. Сеньорията има за седалище едноименния замък и съществува през периода от 1141 до 1187 г.

## История
Замъкът Ибелин е построен от кръстоносците през 1141 между Яфа и Аскалон, в близост до Рамла. По това време Аскалон принадлежи на Фатимидите, които всяка година предприемат военни походи срещу Йерусалимското кралство. Новият замък имал за задача да повиши отбранителната способнаст на тази територия.
Основателят на династията Ибелин – Барисан д’Ибелин е рицар в графство Яфа, като през 1110 г. става негов конетабъл. Издига се още повече след женибата си с Елвис, наследница на сеньория Рамла.
Барисан получава замъка Ибелин през 1141, като награда за своята служба и лоялност към йерусалимския крал по време на метежа през 1134 г. оглавен от графа на Яфа, Юго II дьо Пюизе. Ибелин тогава е част от графство Яфа, което след потушаването на бунта става кралско владение. Барисан и Елвис имат 5 деца: Юго, Балдуин, Балиан, Ерменгарда и Стефания. Освен замъка Ибелин династията наследява и сеньория Рамла като наследство на Елвис, а най-малкият син Балиан получава във владение и Наблус, след като се жени за вдовстващата кралица Мария Комнина. Балиан е последният владетел на Ибелин, тъй като през 1187 сеньорията е завладяна от войските на Саладин.

## Сеньори на Ибелин
- Барисан д'Ибелин (1141 – 1150)
- Юго д'Ибелин (1150 – 1170)
- Балдуин д'Ибелин (наследява сеньорията през 1170, през 1193 я предава на Балиан д’Ибелин)
- Балиан д'Ибелин (1170 – 1187, след 1187 – титулярен сеньор)
- Жан I д'Ибелин (1193 – 1236 – титулярен сеньор)